# FUJ-Prisen
FUJ-prisen er en journalistisk hæderspris, som uddeles af Foreningen for Undersøgende Journalistik (FUJ) til en eller flere journalister. Prisen blev første gang uddelt i 2007.
Foreningen uddeler årligt i alt fire priser, som hver især hylder årets bedste undersøgende journalistiske præstationer inden for fire kategorier:
- FUJ's Graverpris for årets vigtigste, undersøgende historie.
- FUJ's Metodepris for den mest nyskabende metode i arbejdet med en undersøgende historie.
- FUJ's Formidlingspris for den bedst formidlede undersøgende historie.
- FUJ's Aktualitetspris for at publicere undersøgende journalistik om en fælles nyhedsbegivenhed inden for cirka 30 dage efter begivenheden.

Før 2016 blev der i stedet for de fire kategorier uddelt priser for hver udgivelsesplatform, hhv. tv, radio, avis, magasin, bog og web. Disse priser blev alle uformelt benævnt Graverprisen.

## Modtagere
Denne liste er ufuldstændig; hjælp gerne med at udfylde den.

### 2019
- Graverprisen: Peter Ernstved Rasmussen for afdækning af nepotisme og inhabilitet i Forsvarets top på netmediet Olfi.
- Metodeprisen: Mette Mayli Albæk, Louise Dalsgaard og Natascha Reé Mikkelsen for bogen “Terroristen fra Nørrebro – Jagten på Omar el-Hussein” (Politikens Forlag).
- Formidlingsprisen: Kristian Corfixen for bogen Sygeplejersken (Lindhardt og Ringhof).
- Aktualitetsprisen: Louise Drivsholm, Martin Bahn og Lasse Skou Andersen for artikelserie i Dagbladet Information om landbrugets påvirkning af klimaforskning.[4]

### 2015
- Tv: Operation X for "Den store jobfidus".
- Avis: Thomas Gösta Svensson, Anders Ejbye-Ernst, Alexander Sokoler, Steffen Moses og Jens Christian Hillerup fra Ekstra Bladet for "Fri Adgang".
- Radio: Claus Nordahl og Anders Bindesbøll for P1-dokumentaren "Voldtægt on demand".
- Web: Bo Elkjær og Kristian Sloth fra DR's undersøgende databaseredaktion.
- Bog: Jesper Tynell for bogen Mørkelygten.

### 2014
- Henrik Moltke (journalist)

### 2007
- Tv: Tom Heinemann for "Når tilbud dræber".
- Avis: Niels Sandøe og Thomas Svaneborg for artikelserie i Jyllands-Posten om nepotisme i Codan og Lærerstandens Brandforsikring.[5]